# Altavilla Vicentina
Altavilla Vicentina é uma comuna italiana da região do Vêneto, província de Vicenza, com cerca de 9.547 habitantes. Estende-se por uma área de 16 km², tendo uma densidade populacional de 597 hab/km². Faz fronteira com Arcugnano, Brendola, Creazzo, Montecchio Maggiore, Sovizzo, Vicenza.

## Demografia
| Variação demográfica do município entre 1861 e 2011                               |
|                                                                                   |
| Fonte: Istituto Nazionale di Statistica (ISTAT) - Elaboração gráfica da Wikipedia |